# Vesiólaya Gora
Vesiólaya Gora (del ruso: Веселая Гора) es un jútor del ókrug urbano de la ciudad-balneario de Anapa del krai de Krasnodar, en el sur de Rusia. Está situado en las estribaciones de poniente del Cáucaso Occidental, 26 km al norte de la ciudad de Anapa y 120 km al oeste de Krasnodar. Tenía 199 habitantes en 2010.
Pertenece al municipio Pervomaiskoye.